# 柳野かなた
柳野 かなた（やなぎの かなた）は、愛知県中島郡祖父江町（現在の稲沢市）出身のファンタジー小説家（ライトノベル作家）。本名・年齢・性別はいずれも非公開であるが、2020年（令和2年）現在は中年である。

## 経歴
- 愛知県中島郡祖父江町（現在の稲沢市）出身・在住。
- 2015年（平成27年）5月1日 - 小説投稿サイトの小説家になろうで『最果てのパラディン』の連載を開始[1]。
- 2016年（平成28年） - オーバーラップ文庫から『最果てのパラディン』文庫本の第1巻が刊行。2020年（令和2年）現在では第5巻まで刊行。韓国語版、台湾語版、英語版（電子書籍）でも刊行されている。ウェブコミック誌のコミックガルドにてコミカライズが行われている[2]。
- 2018年（平成30年）5月 - 稲沢市祖父江の森図書館で柳野かなた作品展が開催。
- 2021年（令和3年）10月 - 『最果てのパラディン』アニメ版が放送[3]。

## 作品
- 『最果てのパラディン』オーバーラップ文庫、既刊5巻
  - 【コミカライズ】『最果てのパラディン』ガルドコミックス、既刊9巻
- 『アルカディア＝ガーデン』オーバーラップ文庫、既刊1巻